# SC Berliner Amateure
Der S.C. Berliner Amateure ist ein deutscher Sportclub aus Berlin-Kreuzberg. Heimstätte der Fußballabteilung des Clubs ist das Stadion Züllichauer Straße, welches 2000 Zuschauern Platz bietet.

## Sektion Fußball
Am 25. Juni 1920 gründete Franz Emberger (hervorgegangen aus dem BSV 92) den Verein S.C. Berliner Amateure. Wenn es auch zu jener Zeit im deutschen Fußball kein Profitum gab, so zeigten sich schon damals Bestrebungen, den Fußballsport als ein geschäftliches Unternehmen zu organisieren. Es kam zwar nicht zu dieser entscheidenden Umgestaltung, aber es wurde doch schon von einzelnen Vereinen die strengen Amateurbestimmungen durch verschleierte Zuwendungen umgangen. Es taten sich aus verschiedenen Vereinen (Berliner SV 92, BFC Preussen und dem VfB Pankow) einige begeisterte Fußballanhänger und Spieler zusammen. Es fehlte nicht an gleichgesinnten Sportkameraden, so dass eine sehr spielstarke 1. Mannschaft gestellt werden konnte. Als aber verschiedene Spieler, die bisher der Oberliga angehörten, erfuhren, dass in der untersten Spielklasse begonnen werden musste, verloren einige die Lust am neuen Unternehmen. Es kamen neue Spieler hinzu und so wurde 1920/21 mit den Punktspielen begonnen. Man holte drei Meisterschaften in Folge, dadurch waren die Berliner Amateure schon 1923 in der Kreisliga. Im Berliner Verbandspokal erreichte der Club im Jahr 1925 gegen den späteren Finalisten 1. FC Neukölln das Viertelfinale.
1945 wurde der Verein durch die Alliierten aufgelöst und musste unter den Namen SG Kreuzberg-Ost neu beginnen. Am 1. August 1949 gründete sich der SC Berliner Amateure neu. Erfolgreichste Zeit der Amateure war der Ende der sechziger Jahre gelungene Aufstieg in die Amateurliga Berlin. Gleich in der Auftaktsaison erreichte der Club hinter den Sportfreunden Neukölln sowie dem TuS Wannsee den dritten Rang. Die Amateurliga hielten die Berliner Amateure bis 1971 insgesamt drei Spielzeiten, wobei zum Aufstieg in die Regionalliga Berlin keine realistische Chance bestand. In der Folgezeit konnte der Club nicht mehr mithalten und verschwand in den Niederungen des West-Berliner Lokalfußballs. In den 1990er Jahren sowie 2012 spielte die 1. Mannschaft in der Bezirksliga. Eine Rückkehr in den höherklassigen Berliner Fußball gelang den Amateuren nicht mehr. Derzeitige Spielklasse ist die Kreisliga B Berlin.

## Andere Abteilungen
1926–1930: Adolf Schelk gründete eine Frauenhandballabteilung. 1926 erreichte die Mannschaft die erste Meisterschaft, später stieg sie bis zur Oberliga auf. Er selbst wurde später Präsident des Berliner Handballverbandes. Ferner gab es eine Kricketmannschaft, mit Spielern wie Rietz, Dartsch und Neugebauer. Auch Schach wurde gespielt; Kegler und Sänger machten ebenfalls von sich reden.

## Statistik
- Teilnahme Amateurliga Berlin: 1968/69 bis 1970/71

## Personen
- Aljoscha Kemlein (* 2004)
- Sven Kretschmer (* 1970)
- Robert Kwasigroch (* 2004)
- Gerd Liesegang (* 1956)
- Munier Raychouni (* 1986)